# Doleni
Doleni (bułg. Долени) – wieś w Bułgarii, w obwodzie Błagojewgrad, w gminie Sandanski. Według Ujednoliconego Systemu Ewidencji Ludności oraz Usług Administracyjnych dla Ludności, miejscowość zamieszkuje 5 mieszkańców.
W czasie wybuchu wojny na Bałkanach w 1912 r., 2 osoby było ochotnikami w Korpusie Macedońsko-Adrianopskim.

## Osoby związane z miejscowością
- Dinczo Micew Sugarski – bułgarski członek WMORO